# Robert Hawley Ingersoll
Robert Hawley Ingersoll (Municipio de Delta, Míchigan, 26 de diciembre de 1859 - Denver, 4 de septiembre de 1928) fue un empresario estadounidense conocido por fundar junto con su hermano Charles la Ingersoll Watch Company y producir el "reloj de un dólar", el primer reloj de bolsillo económico producido en masa.

## Semblanza
Robert H. Ingersoll nació en 1859 en la localidad de Delta Charter Township (Míchigan). Era hijo de Orville Boudinot Ingersoll y de Mary Elizabeth Beers.
Robert se mudó a Nueva York en 1879 y entró a trabajar para su hermano Howard, fabricando y vendiendo sellos de goma. En 1880, Robert abrió su propio negocio mayorista, también vendiendo sellos de goma. En 1881 se le unió su hermano Charles (1865-1948).
Los primeros relojes Ingersoll, comercializados con el nombre de "Universal", se introdujeron en 1892, y eran suministrados por la Waterbury Clock Company. En 1896, Ingersoll presentó un reloj llamado "Yankee", cuyo precio era de 1 dólar. Esto lo convirtió en el reloj más barato disponible en ese momento y el primer reloj que costaba un dólar, que pasó aser conocido como el "reloj de un dólar".
Posteriormente, William H. Ingersoll se convirtió en socio de la empresa.
Se casó con Roberta Maria Bannister el 22 de junio de 1904, en Muskegon (Míchigan).
Ingersoll compró en 1914 la New England Watch Company, que estaba en quiebra, y la rebautizó como Ingersoll Watch Company.
La empresa se declaró en quiebra en 1921, tras una expansión desmesurada durante la Primera Guerra Mundial. Sus activos se vendieron a la Waterbury Clock Company, predecesora de la actual Timex.
Su esposa estuvo involucrada en un caso de tentativa de asesinato y suicidio en 1926, cuando le disparó a su amante y luego se quitó la vida con un disparo en el pecho.
Robert H. Ingersoll murió en Denver (Colorado) en 1928, a los 68 años de edad.